# بیرم‌آباد (فاروج)
بیرم‌آباد روستایی در دهستان سنگر بخش مرکزی شهرستان فاروج استان خراسان شمالی ایران است.

## جمعیت
بر پایه سرشماری عمومی نفوس و مسکن در سال ۱۳۹۵ جمعیت این مکان ۱۰۱ نفر (۳۲خانوار) بوده‌است.